# Federación Internacional de Vela
La Federación Internacional de Vela, conocida por sus siglas en inglés, ISAF (International Sailing Federation), o su nombre comercial World Sailing (WS) desde el 14 de noviembre de 2015, es la entidad que se dedica a regular las normas del deporte de vela a nivel competitivo, mediante la publicación del Reglamento de Regatas a Vela, así como de celebrar periódicamente competiciones y eventos en cada una de sus clases.
Tiene su sede en la localidad de Southampton (Reino Unido). Cuenta con la afiliación de 123 federaciones nacionales de los cinco continentes.
Actualmente la ISAF reconoce 87 clases de embarcaciones deportivas de vela divididas en siete categorías.

## Historia
Fue fundada en 1907 en París como International Yacht Racing Union -IYRU- (en español, Unión Internacional de Regatas de Yates) por 13 naciones europeas: Alemania, Imperio austrohúngaro, Dinamarca, España, Finlandia, Francia, Italia, Noruega, Países Bajos, Bélgica, Reino Unido, Suecia y Suiza.
El 5 de agosto de 1996 cambió su nombre a International Sailing Federation -ISAF- (Federación Internacional de Vela en español).
El 14 de noviembre de 2015, en la Asamblea General celebrada en Sanya, adoptó usar la marca World Sailing.

## Competiciones
La ISAF organiza las siguientes competiciones:
- Campeonato Mundial de Vela Olímpica. Se celebra desde 2003.
- Campeonato Mundial de Vela Juvenil. Se celebra desde 1971.
- Copa del Mundo de Vela. Se celebra desde 2008.
- Campeonato Mundial de Match Racing, desde 1998.
- Campeonato Mundial de Match Race Femenino, desde 1999.
- Campeonato Mundial de Vela por Equipos, desde 1995.
- Juegos Mundiales de Vela, desde 1994.
- Copa de Naciones de la ISAF, desde 1990.
- Campeonato Mundial de Windsurf, desde 1980.
- campeonato Mundial de Vela Femenina, que se celebró entre 1978 y 1992.

## Galardones
La ISAF otorga premios a los mejores regatistas del año desde 1994 e introduce miembros a su Salón de la Fama desde 2007.

## Organización

### Presidentes
| N.º | Periodo   | Nombre               | País                 |
| --- | --------- | -------------------- | -------------------- |
|     | 1907-1946 | Junta administrativa | Junta administrativa |
| 1   | 1946-1955 | Ralph G. Gore        | Reino Unido          |
| 2   | 1955-1969 | Peter Scott          | Reino Unido          |
| 3   | 1969-1986 | Beppe Croce          | Italia               |
| 4   | 1986-1994 | Peter Tallberg       | Finlandia            |
| 5   | 1994-2004 | Paul Henderson       | Canadá               |
| 6   | 2004-2012 | Göran Petersson      | Suecia               |
| 7   | 2012-2016 | Carlo Croce          | Italia               |
| 8   | 2016-     | Kim Andersen         | Dinamarca            |

### Federaciones continentales
La ISAF agrupa a las diferentes federaciones nacionales ("Member National Authorities" -MNA-) divididas en seis zonas geográficas, en las que operan cinco federaciones continentales:
| Zona                       | Ente                               | Siglas  | Sede               |
| -------------------------- | ---------------------------------- | ------- | ------------------ |
| África                     | Confederación Africana de Vela     | ASCON   | Argel              |
| América Central y del Sur  | Confederación Suramericana de Vela | SASC    | Asunción, Paraguay |
| América del Norte y Caribe | -                                  | -       | -                  |
| Asia                       | Federación Asiática de Vela        | ASAF    | Ciudad de Singapur |
| Europa                     | Federación Europea de Vela         | EUROSAF | Lancashire         |
| Oceanía                    | Federación de Vela de Oceanía      | OSAF    | Rarotonga          |

### Federaciones nacionales
Para competir en regatas oficiales, cada embarcación solamente puede arbolar un pabellón nacional y, al no izarse el pabellón durante la competición, ha de llevar en la vela el código de tres letras mayúsculas indicativo de su nacionalidad, denominado código MNA (Member National Authorities):
| África African Sailing Confederation (ASCON) | América Central y del Sur South American Sailing Confederation (SASC)                                                                                   | América del Norte y Caribe | Asia Asian Sailing Federation (ASAF) | Europa European Sailing Federation (EUROSAF) | Oceanía Oceania Sailing Federation (OSAF) |
| --- | --- | --- | --- | --- | --- |
| Argelia ALG · Angola ANG · Botsuana BOT · Egipto EGY · Kenia KEN · Libia LBA · Madagascar MAD · Marruecos MAR · Mozambique MOZ · Mauricio MRI · Namibia NAM · Níger NIG · Senegal SEN · Seychelles SEY · Sudán SUD · Sudáfrica RSA · Tanzania TAN · Túnez TUN · Zimbabue ZIM · | Argentina ARG · Brasil BRA · Chile CHI · Colombia COL · Ecuador ECU · México MEX · Panamá PAN · Paraguay PAR · Perú PER · Uruguay URU · Venezuela VEN · | Antillas Neerlandesas ANT · Aruba ARU · Bahamas BAH · Barbados BAR · Bermudas BER · Islas Vírgenes Británicas BRA · Canadá CAN · Islas Caimán CHI · Cuba CUB · República Dominicana DOM · El Salvador ESA · Granada GRN · Guatemala GUA · Jamaica JAM · Antillas Neerlandesas AHO · Puerto Rico PUR · Santa Lucía LCA · Trinidad y Tobago TTO · Islas Vírgenes de los Estados Unidos ISV · Estados Unidos USA · | Azerbaiyán AZE · Brunéi BRN · China CHN · Hong Kong HKG · India IND · Indonesia INA · Irán IRI · Japón JPN · Kazajistán KAZ · Corea del Sur KOR · Corea del Norte PRK · Kuwait KUW · Kirguistán KGZ · Líbano LIB · Malasia MAS · Birmania MYA · Omán OMA · Pakistán PAK · Palestina PLE · Filipinas PHI · Catar QAT · Arabia Saudita KSA · Singapur SIN · Sri Lanka SRI · Tailandia THA · Emiratos Árabes Unidos UAE · | Andorra AND · Armenia ARM · Austria AUT · Bélgica BEL · Bielorrusia BLR · Bulgaria BUL · Croacia CRO · Chipre CYP · República Checa CZE · Dinamarca DEN · España ESP · Estonia EST · Finlandia FIN · Francia FRA · Alemania GER · Reino Unido GBR · Georgia GEO · Grecia GRE · Hungría HUN · Irlanda IRL · Islandia ISL · Israel ISR · Italia ITA · Kosovo KOS · Letonia LAT · Liechtenstein LIE · Lituania LTU · Luxemburgo LUX · Macedonia del Norte MKD · Malta MLT · Moldavia MDA · Mónaco MON · Montenegro MNE · Países Bajos NED · Noruega NOR · Polonia POL · Portugal POR · Rumania ROU · Rusia RUS · Eslovenia SLO · San Marino SMR · Serbia SRB · Eslovaquia SVK · Suecia SWE · Suiza SUI · Turquía TUR · Ucrania UKR · | Samoa Americana ASA · Australia AUS · Islas Cook COK · Fiyi FIJ · Guam GUM · Nueva Zelanda NZL · Papúa Nueva Guinea PNG · Samoa SAM · Islas Salomón SOL · Polinesia Francesa TAH · Vanuatu VAN · |